# 非法数字

言论自由之旗，出自AACS加密密钥泄露事件

非法数字是指在某些司法管辖范围内非法拥有、发表、传播或以其他方式传输的信息的数字。任何数字信息都可以表示为数字；因此，如果以某种方式传达一组特定信息是非法的，那么该数字也可能是非法的。

## 背景
数字可能代表某种类型的国家机密或商业秘密，只有特定人员才能合法持有。
2007年被公开的AACS加密密钥（09 F9 11 02 9D 74 E3 5B D8 41 56 C5 63 56 88 C0）是一个例子：2007年4月30日，一位名为“Rudd-O”的博主公开了HD DVD的加密密钥，并呼吁读者广泛分享。得知密钥后，用户可以绕过数字版权管理 (DRM) 并复制以前无法复制的 HD DVD。在Digg新闻聚合网站 —— 一个允许用户对新闻进行投票评选的网站 —— 此新闻则获得了最高的票数。由于有超过15000名用户在Digg网站上投票，这则新闻登上了主页。
次日，负责管理加密密钥的AACS授权管理会（AACS LA）向Digg发出了《停止并终止》的法律信函。在信函中，AACS授权管理会声称，在网站上发布泄露密钥的新闻报道违反《数字千年版权法》。
部分DeCSS相关的法院命令和AACS的法律声明声称对这些数字的保护是基于它们的单纯拥有以及这些数字的价值或潜在用途。这使得其地位和因其传播而产生的法律问题与一般的版权侵犯截然不同。
任何图像文件或可执行程序都可以简单地转换为一个非常大的二进制数。在某些司法管辖区，由于被视为淫秽或机密信息，有些图像是非法的，因而相应的数字亦可能是非法的。

PlayStation 3版言论自由之旗

2011 年，索尼起诉了乔治·霍兹和fail0verflow成员，理由是通过特权提升破解PlayStation 3。诉讼理由之一是他们发布了PS3的密钥。索尼亦表示会起诉任何分发密钥的人。 然而，索尼后来转发了一条带有密钥的推文。

## 旗帜和隐写术

通过十六进制代码以颜色的形式表示“Wikipedia”

作为对DeCSS案的抗议，许多人创建了非法信息的“隐写”版本（即以某种形式将它们隐藏在旗帜等中）。卡内基梅隆大学的Dave Touretzky创建了一个“DeCSS解扰器画廊”。在AACS加密密钥事件中，“言论自由之旗”诞生。一些非法数字非常短，以至于可以转换为简单的色块。论点是，如果可以将短数字定为非法，那么基于这些数字的任何东西也将变得非法，如简单的颜色图案。
在索尼诉霍兹案中，许多博主（包括耶鲁大学法学院的一位博主）制作了一面新的言论自由旗帜，以向AACS事件中产生的言论自由之旗致敬。其中大部分是基于“加密狗密钥”而不是霍兹实际发布的密钥。 其它网站亦有用户发布了类似的标志。

## 非法质数
非法质数是同时也是质数的非法数字。Phil Carmody于2001年3月生成了最早的非法质数。它的二进制表示是实现DeCSS解密算法的计算机程序的C语言源代码的压缩版本，计算机可以使用它来规避DVD的复制保护。

## 其它例子
- 据报道，2012年，中国大陆的搜索引擎曾阻止用户搜索89、6、4等数字，因其与六四事件有关。[16]
- 由于被认为与帮派有关联，2012年美国科罗拉多州的一个学区禁止穿着印有数字18、14 或13（或反过来，81、41 或 31）的球衣。[17]
- 2017年，斯洛伐克极右翼政治家馬里安·科特萊巴因向慈善机构捐赠1,488欧元而受到刑事指控。这个数字被认为与十四字真言和纳粹礼相关。[18]